# Elizabeth Banks
Elizabeth Banks (født Elizabeth Irene Mitchell; 10. februar 1974) er en amerikansk skuespillerinde, producer og instruktør. Banks fik sin filmdebut i lav-budget filmen Surrender Dorothy (1998). Hun er bedst kendt for sine roller i filmene Seabiscuit, The 40-Year-Old Virgin, Invincible, Definitely, Maybe, Zack and Miri Make a Porno, W., Role Models, Wet Hot American Summer, The Uninvited, The Hunger Games, People like Us, Man on a Ledge og Pitch Perfect.
På tv havde Banks en tilbagevendende rolle som Avery Jessup på sitcomet 30 Rock, hvor hun fik to Emmy Award nomineringer. Tidligere havde Banks medvirket i rollen som Dr. Kim Briggs på Scrubs fra 2006 til 2009.

## Udvalgt filmografi
- Spider-Man (2002)
- Seabiscuit (2003)
- Spider-Man 2 (2004)
- The 40 Year Old Virgin (2005)
- Spider-Man 3 (2007)
- W. (2008)
- Zack and Miri Make a Porno (2008)
- Role Models (2008)
- Spider-Man 4 (2011)
- Man on a Ledge (2012)
- The Hunger Games (2012)
- What to Expect When You're Expecting (2012)
- People Like Us (2012)
- Pitch Perfect (2012)
- Movie 43 (2013)
- The Hunger Games: Catching Fire (2013)
- Little Accidents (2014)
- The Lego Movie (2014) (stemme til Wyldstyle/Lucy)
- Walk of Shame (2014)
- Every Secret Thing (2014)
- Love and Mercy (2014)
- The Hunger Games: Mockingjay - Del 1 (2014)
- Pitch Perfect 2 (2015)
- Magic Mike XXL (2015)
- The Hunger Games: Mockingjay - Del 2 (2015)